# Croton luetzelburgii
Espèce
Croton luetzelburgii est une espèce de plantes à fleurs du genre Croton et de la famille Euphorbiaceae présente au Brésil (Pernambuco, Bahia).